# Любомир Остапів
Любомир Володимирович Остапів (нар. 1983) — український фінансист, підприємець, громадський діяч, популяризатор фінансової грамотності та автор книг. 
Засновник освітнього проєкту "Сімейний Бюджет", метою якого є підвищення фінансової обізнаності серед українців.
Автор кількох книг, присвячених управлінню особистими фінансами, малому бізнесу та фінансовій грамотності для дітей.

## Освіта та кар'єра, діяльність
Любомир Остапів розпочав професійну кар'єру у 2005 році після повернення з програми робочого стажування у США. Першим місцем роботи в Україні стала компанія Deloitte&Touche, де він зробив перші кроки у сфері фінансів. Надалі розвивав свою кар’єру як фінансовий аналітик і консультант.
У 2014 році заснував «Сімейний Бюджет» — найбільший в Україні соціальний проєкт з фінансової грамотності. Три роки по тому, у 2017-му, став співзасновником iPlan.ua — першої в Україні компанії з фінансового планування, яка працює за американською моделлю “fee-only”, орієнтованою на інтереси клієнта.
У 2024 році запустив новий проєкт WealthGardens.pro, мета якого — надання фінансових консультацій українській діаспорі по всьому світу.
Любомир здобув ступінь бакалавра економіки в Національному університеті «Києво-Могилянська академія» та Executive MBA у Києво-Могилянській бізнес-школі. Склав усі іспити кваліфікації ACCA (Association of Chartered Certified Accountants). Також є автором трьох книг: «Кохання та Бюджет», «Малюк і Бюджет» і «Війна та Бюджет», які популяризують розумне ставлення до особистих фінансів серед українців.
Консультував українських технологічних підприємців з питань управління фінансами та угод злиття і поглинання (M&A).
З листопада 2023 року проживає у штаті Делавер, США. Склав професійний іспит FINRA Series 65 та навчається у Boston Institute of Finance для здобуття сертифікату CFP (Certified Financial Planner). 

## Громадська та підприємницька діяльність
Любомир Остапів  займається громадською діяльністю, особливо в контексті фінансової освіти та просвітницької роботи. Любомир є співзасновником і партнером української фінансової компанії iPlan.ua. Він регулярно бере участь у соціальних і благодійних проєктах, що спрямовані на покращення рівня фінансової грамотності серед різних верств населення. В межах своєї діяльності він проводить лекції, вебінари та семінари на тему особистих фінансів, заощаджень та інвестування.
Одним із ключових напрямків його громадської діяльності є підтримка та розвиток малого і середнього бізнесу в Україні. Він надає консультації та проводить тренінги для молодих підприємців, допомагаючи їм уникнути типових помилок на етапі створення та ведення бізнесу.

## Проєкт "Сімейний Бюджет"
"Сімейний Бюджет" — освітній проєкт, заснований Любомиром Остапівим у 2017 році. Його метою є підвищення фінансової грамотності серед українців шляхом надання доступних і зрозумілих рекомендацій щодо управління особистими фінансами. Проєкт розрахований на широку аудиторію — від новачків у фінансових питаннях до тих, хто вже володіє певними знаннями, але прагне їх удосконалити.
Проєкт охоплює такі теми, як:
-Управління сімейним бюджетом: рекомендації щодо планування витрат, ведення обліку доходів і заощаджень, розробки фінансових стратегій для сім'ї.
-Заощадження та інвестиції: поради щодо того, як ефективно заощаджувати гроші, які існують варіанти інвестування, а також як уникати фінансових ризиків.
-Фінансова безпека: підготовка до непередбачених обставин, як-от втрата роботи чи зниження доходу, через створення резервних фондів.
Довгострокове фінансове планування: акцент на створенні стійкої фінансової стратегії, яка враховує не лише поточні витрати, але й майбутні потреби, такі як навчання дітей, пенсійне планування, купівля житла тощо.
Особливістю проєкту є практична спрямованість: користувачі отримують конкретні інструменти для бюджетування, а також детальні поради щодо прийняття відповідальних фінансових рішень. Матеріали проєкту базуються на українських реаліях і враховують економічні та соціальні умови.

## Книги Любомира Остапіва
Любомир Остапів є автором кількох книг, присвячених фінансовій грамотності, особистим фінансам та підприємництву. Основні публікації включають:
1."Любов та Бюджет". Книга надає рекомендації щодо фінансового планування для сімейних пар. Вона акцентує увагу на спільному бюджетуванні, довгостроковому плануванні та інвестуванні для досягнення стабільного фінансового благополуччя родини.
2. "Малий бізнес: з чого почати?" Це посібник для підприємців, який охоплює ключові аспекти створення та розвитку малого бізнесу. Автор надає поради щодо створення бізнес-плану, управління фінансами, аналізу ринкових можливостей і подолання ризиків.
3."Фінансова грамотність для дітей" Книга спрямована на навчання дітей основам управління фінансами. Вона охоплює теми збереження, витрат та значення грошей для молодшої аудиторії.

## Відзнаки
У 2021 році Любомир отримав відзнаку від Української Бізнес Асоціації за його вагомий внесок у розвиток освітніх ініціатив у галузі фінансової грамотності. Любомир також був номінований на премію "Фінансовий лідер року" за активну підтримку малого бізнесу та його внесок у популяризацію фінансової освіти.